# ماجراهای آرسن لوپن
ماجراهای آرسن لوپن (فرانسوی: Les Aventures d'Arsène Lupin‎) فیلمی در ژانر جنایی به کارگردانی ژاک بکر است که در سال ۱۹۵۷ منتشر شد. از بازیگران آن می‌توان به ژاک بکر، او. ئی. هاسه، پل مولر، پل پربوآ، و ساندرا میلو اشاره کرد.